# Vulcan (Alberta)
Vulcan ist ein Ort in der kanadischen Provinz Alberta, mit dem Status einer Kleinstadt (englisch Town). Er befindet sich auf halber Strecke zwischen den Städten Calgary und Lethbridge. Vulcan hat 1917 Einwohner und liegt im Verwaltungsbezirk („Municipal District“) Vulcan County, der 3984 Einwohner hat (ohne den Ort Vulcan). Gleichzeitig befindet sich in Vulcan der Verwaltungssitz des Verwaltungsbezirks.
Der Ort liegt in den Prärie-Gebieten des Palliser-Dreiecks und wird großflächig landwirtschaftlich genutzt, hauptsächlich für den Anbau von Weizen, Raps und Gerste.
Aufgrund seines Namens, der dem Heimatplaneten eines Volkes aus der Science-Fiction-Serie Star Trek entspricht, wurde die Stadt zu einer kleinen Touristenattraktion. Vulcan wäre ein unbedeutender Ort, der sich durch nichts von den anderen kleinen Ansiedlungen in der Prärie Albertas unterscheidet, hätte er nicht erfolgreich seinen Namen vermarktet, der dem fiktionalen Planeten Vulkan entspricht, der Heimat des Volkes der Vulkanier in Star Trek. In Vulcan findet jedes Jahr die Star-Trek-Convention Galaxyfest (früher VulCon) statt, die Hunderte von Fans der Serie anzieht. Daneben organisiert die Stadt jährlich das Spock Days Rodeo, benannt nach der Figur Mr. Spock, dem bekanntesten Vulkanier.

## Demographie
Der Zensus im Jahr 2016 ergab für die Gemeinde eine Bevölkerungszahl von 1917 Einwohnern, nachdem der Zensus im Jahr 2011 für die Gemeinde noch eine Bevölkerungszahl von 1836 Einwohnern ergab. Die Bevölkerung hat dabei im Vergleich zum letzten Zensus im Jahr 2011 schwächer als die Entwicklung in der Provinz um 4,4 % zugenommen, während der Provinzdurchschnitt bei einer Bevölkerungszunahme von 11,6 % lag. Im Zensuszeitraum 2006 bis 2011 hatte die Einwohnerzahl in der Gemeinde noch um 5,4 % abgenommen, während sie im Provinzdurchschnitt um 10,8 % zunahm.

## Verkehr
Die Gemeinde ist Straßenverkehrstechnisch gut erschlossen und liegt an der Kreuzung das Alberta Highway 23 mit dem regionalen Alberta Highway 534. Die Gemeinde liegt weiterhin an einer Eisenbahnstrecke der Canadian Pacific Railway. Der örtliche Flughafen (IATA-Code: -, ICAO-Code: -, Transport Canada Identifier: CVL2) liegt am westlichen Stadtrand und hat u. a. zwei asphaltierte Start- und Landebahnen, von denen die längste eine Länge von 971 m hat. Der Flugplatz entstand aus einer ehemaligen „RCAF Station“, welche in Vulcan im Rahmen des British Commonwealth Air Training Plan errichtet worden war.